# 이의상 (1939년)
이의상(李義相, 1939년 11월 3일 예천 ~ )은 대한민국의 공무원 출신 정치인이다. 제15·17·18대 대구 서구청장을 역임했다.

## 학력
- 1947년 ~ 1953년 : 예천서부국민학교
- 1953년 ~ 1956년 : 예천중학교
- 1956년 ~ 1959년 : 대구상업고등학교
- 1959년 ~ 1965년 : 영남대학교 법학과

## 경력
- 1981년 ~ 1987년 : 대구직할시 관재·상정·시정과장
- 1987년 ~ 1990년 : 대구직할시 중구 부구청장
- 1990년 ~ 1992년 : 대구직할시 공무원교육원 교수부장
- 1992년 ~ : 대구직할시 문화체육담당관
- 1992년 ~ 1993년 : 대구지방공무원교육원장
- 1993년 7월 ~ 1995년 4월 : 제15대 대구광역시 서구청장
- 1995년 7월 ~ 1998년 6월 : 제17대 대구광역시 서구청장(민주자유당 → 신한국당 → 한나라당)
- 1998년 7월 ~ 2002년 6월 : 제18대 대구광역시 서구청장(한나라당)
- 2002.05.20 한나라당 탈당

## 역대 선거 결과
|  | 34.14% |

|  | 73.14% |

|  | 18.22% |

| 전임 김재령 | 제15대 대구광역시 서구청장(관선) 1993년 7월 1일 ~ 1995년 4월 1일 | 후임 이재용 |

| 전임 이재용 | 제17·18대 대구광역시 서구청장(민선) 1995년 7월 1일 ~ 2002년 6월 30일 | 후임 윤진 |